# Henri Meschonnic
Henri Meschonnic (Parigi, 18 settembre 1932 – Villejuif, 8 aprile 2009) è stato un poeta francese.
Di pari passo con l'attività di poeta è stato un linguista, saggista e traduttore. Insignito del premio Max Jacob nel 1972 e del premio Mallarmé nel 1986, nel 2005 ha ricevuto a Strasburgo il Prix de la littérature francophone Jean Arp per la sua produzione completa. Vincitore nel 2007 del gran premio internazionale di poesia Guillevic-Ville di Saint Malo, è stato membro dell'Accademia Mallarmé dal 1987.
Henri Meschonnic è intervenuto regolarmente al Forum delle lingue del mondo; è stato presidente del Centre national des lettres, che dal 1993 ha preso il nome di Centre national du Livre. Meschonnic ha consegnato i suoi archivi all'IMEC nel 2007.

## Biografia
Henri Meschonnic nasce da genitori ebrei emigrati dalla Bessarabia, regione dell'impero russo, nel 1924. La sua formazione è indirizzata verso studi letterari. Come linguista, Meschonnic insegna all'università di Lille dal 1963 al 1968, mentre dal 1969 partecipa alla creazione del Centre universitaire expérimental di Vincennes al fianco di François Chatelet, Gilles Deleuze, Jean-François Lyotard, Michel Foucault, Alain Badiou, Jacques Lacan e molti altri. 
Per anni ha insegnato linguistica e letteratura all'Université Paris VIII (fino al 1997); è stato vice presidente del Consiglio scientifico dal 1989 al 1993 e direttore della scuola “Disciplines du sens” che aveva fondato nel 1990. Durante gli anni della guerra in Algeria lo studio dell'ebraico, da autodidatta, lo porta a intraprendere alcune traduzioni bibliche, punto di partenza per una riflessione sul ritmo, sulla teoria generale del linguaggio e sulla poesia. Riflessioni espresse nelle due opere Les Cinq Rouleaux e Pour la Poétique pubblicate entrambe nel 1970. 
Per Meschonnic era fondamentale che il lettore arrivasse a un'interpretazione filologica del testo. È soprattutto a partire dalla traduzione della Bibbia che Meschonnic impiega “l'antropologia storica del linguaggio” come “critica del ritmo”. È a causa del fatto che l'ebraico biblico non conosce l'opposizione verso/prosa che il traduttore, di fronte alla ricerca di un sistema che risponda a un sistema d'accenti del testo masoretico, teorizza il ritmo come “tema della poesia”, ossia “organizzazione prosodica ritmica del testo”. 
L'antropologia storica del linguaggio proposta da Meschonnic implicherebbe per prima cosa il concetto di ritmo “dans et par” la storicità e poi, l'oralità e la modernità del poema come discorso. Una serie di saggi, da Pour la Poétique a Politique du rythme, Poétique du rythme, passando per Critique du rythme e Anthropologie historique du language affrontano diverse discipline tra cui la letteratura e la teoria del linguaggio. Il poema è paragonato a un importante operatore etico comune a ogni discorso: non deve più essere confinato a un genere o a una forma. Il concetto di ritmo occupa un posto centrale nell'opera di Meschonnic e viene messo in evidenza il forte rapporto tra linguaggio, storia e società. In un'opera che unisce la poetica, la traduzione e il saggio, Meschonnic si è dichiarato contrario agli accademismi e in particolare contrario allo strutturalismo e le posizioni di Wilhelm von Humboldt, Ferdinand de Saussure . e Emile Benveniste.
Il punto di vista di Meschonnic, anche nei suoi scritti traduttologici, è fortemente caratterizzato dalla sua personale esperienza di traduttore di poesia. La traduzione e la ricerca di teorie in merito rimangono per tutta la vita di Meschonnic una sua costante preoccupazione. Per Meschonnic tradurre è un atto critico. E affrontare il testo biblico l'ha portato alla consapevolezza del carattere ambiguo della traduzione: se da una parte può oscurare la linguacultura dell'originale dall'altra può oscurare l'attività del traduttore. Uno dei suoi temi più importanti è, infatti, la contraddizione alla base del processo traduttivo e cioè quella di essere nel contempo un modo per sottolineare le differenze e permettere la comunicazione, per avvicinare e delimitare. Con queste parole Meschonnic insiste perché il traduttore riconosca questo ruolo duplice: 
(Poétique du traduire, 1999:436.)
La scoperta che la traduzione deve permettere di fare è la scoperta dell'altrui, dell'altro e delle differenze con l'altrui, che non è altro che un modo per scoprire sé stessi. Laddove non c'è confronto, nessun individuo trova piena espressione della propria identità e così avviene anche per una cultura. Meschonnic afferma che come la cultura si definisce nel confronto con le altre culture (anche per mezzo della traduzione), anche la traduttologia, dopo essersi confrontata, e scontrata, con discipline simili, è riuscita a definirsi.
(Poétique du traduire, 1999:62)